# Ciclisme als Jocs Olímpics d'estiu 2008 - Velocitat individual masculina
La cursa de velocitat individual masculina dels Jocs Olímpics de Pequín es va disputar el 19 d'agost de 2008 al velòdrom de Laoshan.
Aquest prova de ciclisme en pista consta de nombroses rondes a superar. La competició comença amb una ronda preliminar en què els ciclistes han de recórrer 200 metres en el menor temps possible, sent la sortida llançada. Els primers 18 ciclistes es classifiquen pels 1/16 de final. En aquesta nova eliminatòria els ciclistes s'enfronten contra un altre, sent 9 les curses a disputar. Els guanyadors passen a 1/8 de final, mentre que els nou perdedors participen en la primera sèrie de repesca, en la qual els ciclistes es distribueixen en tres sèries, passant els vencedors a 1/8 de final.
Els dotze ciclistes que queden participen en la sèrie d'1/8 de final, enfrontant-se altra vegada un contra un altre. Els sis guanyadors passen a quarts de final, i amb els sis perdedors es fa una segona repesca. Aquesta sèrie de repesca també consta de 3 ciclistes per sèrie, sent els dos vencedors els que passen a quarts de final.
A partir de quarts de finals els enfrontaments directes passen a ser al millor de 3 curses, desapareixent les repesques. La classificació per a les posicions 5 a 12 es fan a una sola cursa.

## Medallistes
| Or        | Plata       | Bronze           |
| Chris Hoy | Jason Kenny | Mickaël Bourgain |

## Ronda preliminar
A la ronda preliminar hi prenen part 21 ciclistes, dels quals es classifiquen els 18 millors. Els ciclistes han de fer 200 metres en el menor temps possible, amb sortida llançada:
| Posició | Ciclista           | Temps    | Velocitat mitjana (km/h) |
| ------- | ------------------ | -------- | ------------------------ |
| 1       | Chris Hoy          | 9.815 OR | 73.357                   |
| 2       | Jason Kenny        | 9.857    | 73.044                   |
| 3       | Stefan Nimke       | 10.064   | 71.542                   |
| 4       | Kévin Sireau       | 10.098   | 71.301                   |
| 5       | Mickaël Bourgain   | 10.123   | 71.125                   |
| 6       | Maximilian Levy    | 10.199   | 70.595                   |
| 7       | Azizul Hasni Awang | 10.272   | 70.093                   |
| 8       | Roberto Chiappa    | 10.314   | 69.808                   |
| 9       | Theo Bos           | 10.318   | 69.780                   |
| 10      | Mark French        | 10.337   | 69.652                   |
| 11      | Kazunari Watanabe  | 10.346   | 69.592                   |
| 12      | Ryan Bayley        | 10.362   | 69.484                   |
| 13      | Teun Mulder        | 10.373   | 69.410                   |
| 14      | Tsubasa Kitatsuru  | 10.391   | 69.290                   |
| 15      | Michael Blatchford | 10.470   | 68.767                   |
| 16      | Lei Zhang          | 10.497   | 68.591                   |
| 17      | Lukasz Kwiatkowski | 10.504   | 68.545                   |
| 18      | Denís Dmítriev     | 10.565   | 68.149                   |
| 19      | Adam Ptacnik       | 10.569   | 68.123                   |
| 20      | Vasileios Reppas   | 10.966   | 65.657                   |
| 21      | Daniel Novikov     | 11.187   | 64.360                   |

## Primera ronda
Els divuit ciclistes classificats a la ronda preliminar disputen 9 sèries en què s'enfronta el 1r contra el 18è, el 2n contra el 17è i així successivament. Els vencedors passen a la següent ronda i els perdedors a la primera repesca.
| Ciclista       | Temps  | Velocitat mitjana (km/h) |
| -------------- | ------ | ------------------------ |
| Chris Hoy      | 10.607 | 67.879                   |
| Denís Dmítriev |        |                          |

| Ciclista           | Temps  | Velocitat mitjana (km/h) |
| ------------------ | ------ | ------------------------ |
| Jason Kenny        | 10.672 | 67.466                   |
| Łukasz Kwiatkowski |        |                          |

| Ciclista     | Temps  | Velocitat mitjana (km/h) |
| ------------ | ------ | ------------------------ |
| Stefan Nimke | 10.828 | 66.494                   |
| Lei Zhang    |        |                          |

| Ciclista           | Temps  | Velocitat mitjana (km/h) |
| ------------------ | ------ | ------------------------ |
| Kévin Sireau       | 10.742 | 67.026                   |
| Michael Blatchford |        |                          |

| Ciclista          | Temps  | Velocitat mitjana (km/h) |
| ----------------- | ------ | ------------------------ |
| Mickaël Bourgain  | 10.562 | 68.168                   |
| Tsubasa Kitatsuru |        |                          |

| Ciclista        | Temps  | Velocitat mitjana (km/h) |
| --------------- | ------ | ------------------------ |
| Maximilian Levy | 10.840 | 66.420                   |
| Teun Mulder     |        |                          |

| Ciclista           | Temps  | Velocitat mitjana (km/h) |
| ------------------ | ------ | ------------------------ |
| Ryan Bayley        | 10.762 | 66.902                   |
| Azizul Hasni Awang |        |                          |

| Ciclista          | Temps  | Velocitat mitjana (km/h) |
| ----------------- | ------ | ------------------------ |
| Roberto Chiappa   | 10.786 | 66.753                   |
| Kazunari Watanabe |        |                          |

Sèrie 9
| Ciclista    | Temps  | Velocitat mitjana (km/h) |
| ----------- | ------ | ------------------------ |
| Theo Bos    | 10.959 | 65.699                   |
| Mark French |        |                          |

### Primera repesca
Els nou perdedors de la primera sèrie prenen part en aquesta repesca, en la qual es classificaran 3 triclistes per a la següent ronda.
| Ciclista       | Temps  | Velocitat mitjana (km/h) |
| -------------- | ------ | ------------------------ |
| Teun Mulder    | 10.889 | 66.121                   |
| Mark French    |        |                          |
| Denís Dmítriev |        |                          |

| Ciclista           | Temps  | Velocitat mitjana (km/h) |
| ------------------ | ------ | ------------------------ |
| Azizul Hasni Awang | 10.959 | 65.699                   |
| Tsubasa Kitatsuru  |        |                          |
| Łukasz Kwiatkowski |        |                          |

| Ciclista           | Temps  | Velocitat mitjana (km/h) |
| ------------------ | ------ | ------------------------ |
| Kazunari Watanabe  | 10.965 | 65.663                   |
| Michael Blatchford |        |                          |
| Lei Zhang          |        |                          |

## Segona ronda
Els dotze ciclistes que s'havien classificat s'enfronten en sèries de dos ciclistes, classificant-se els sis vencedors.
| Ciclista          | Temps  | Velocitat mitjana (km/h) |
| ----------------- | ------ | ------------------------ |
| Chris Hoy         | 10.636 | 67.694                   |
| Kazunari Watanabe |        |                          |

| Ciclista           | Temps  | Velocitat mitjana (km/h) |
| ------------------ | ------ | ------------------------ |
| Jason Kenny        | 10.531 | 68.369                   |
| Azizul Hasni Awang |        |                          |

| Ciclista     | Temps  | Velocitat mitjana (km/h) |
| ------------ | ------ | ------------------------ |
| Teun Mulder  | 10.888 | 66.127                   |
| Stefan Nimke |        |                          |

| Ciclista     | Temps  | Velocitat mitjana (km/h) |
| ------------ | ------ | ------------------------ |
| Theo Bos     | 10.777 | 66.808                   |
| Kévin Sireau |        |                          |

| Ciclista         | Temps  | Velocitat mitjana (km/h) |
| ---------------- | ------ | ------------------------ |
| Mickaël Bourgain | 10.734 | 67.706                   |
| Roberto Chiappa  |        |                          |

| Ciclista        | Temps  | Velocitat mitjana (km/h) |
| --------------- | ------ | ------------------------ |
| Maximilian Levy | 10.763 | 66.895                   |
| Ryan Bayley     |        |                          |

### Segona repesca
Els sis ciclistes que havien perdut a la segona ronda disputen la segona repesca. Es disputen dues sèries i sols es classifica el primer classificat de cada una.
| Ciclista          | Temps  | Velocitat mitjana (km/h) |
| ----------------- | ------ | ------------------------ |
| Kévin Sireau      | 10.570 | 68.117                   |
| Kazunari Watanabe |        |                          |
| Ryan Bayley       |        |                          |

| Ciclista           | Temps  | Velocitat mitjana (km/h) |
| ------------------ | ------ | ------------------------ |
| Azizul Hasni Awang | 11.010 | 65.395                   |
| Stefan Nimke       |        |                          |
| Roberto Chiappa    |        |                          |

## Quarts de final
Els vuit ciclistes que havien passat a aquesta ronda s'enfronten entre ells, al millor de tres carreres, però cap dels vencedors la necessità. No hi ha repesca i sols es classifiquen els guanyadors.
| Ciclista           | Temps (Cursa 1) | Temps (Cursa 2) |
| ------------------ | --------------- | --------------- |
| Chris Hoy          | 10.820          | 10.302          |
| Azizul Hasni Awang |                 |                 |

| Ciclista     | Temps (Cursa 1) | Temps (Cursa 2) |
| ------------ | --------------- | --------------- |
| Jason Kenny  | 10.546          | 10.595          |
| Kévin Sireau |                 |                 |

| Ciclista        | Temps (Cursa 1) | Temps (Cursa 2) |
| --------------- | --------------- | --------------- |
| Maximilian Levy | 10.689          | 10.660          |
| Teun Mulder     |                 |                 |

| Ciclista         | Temps (Cursa 1) | Temps (Cursa 2) |
| ---------------- | --------------- | --------------- |
| Mickaël Bourgain | 10.524          | 10.463          |
| Theo Bos         |                 |                 |

## Semifinals
Els quatre vencedors dels quarts de final s'enfronten entre ells al millor de tres curses.
| Ciclista         | Temps (Cursa 1) | Temps (Cursa 2) |
| ---------------- | --------------- | --------------- |
| Chris Hoy        | 10.260          | 10.358          |
| Mickaël Bourgain |                 |                 |

| Ciclista        | Temps (Cursa 1) | Temps (Cursa 2) |
| --------------- | --------------- | --------------- |
| Jason Kenny     | 10.594          | 10.335          |
| Maximilian Levy |                 |                 |

## Final
Els vencedors de les semifinals s'enfronten entre ells per decidir qui es fa amb la medalla d'or, i els perdedors ho fan pel bronze. Cada enfrontament és al millor de tres curses.
Cursa per la medalla de bronze
| Ciclista         | Temps (Cursa 1) | Temps (Cursa 2) | Temps (Cursa 3) | Posició |
| ---------------- | --------------- | --------------- | --------------- | ------- |
| Mickaël Bourgain | 11.047          |                 | 10.560          | Bronze  |
| Maximilian Levy  |                 | 10.666          |                 | 4       |

Cursa per la medalla d'or
| Ciclista    | Temps (Cursa 1) | Temps (Cursa 2) | Posició |
| ----------- | --------------- | --------------- | ------- |
| Chris Hoy   | 10.228          | 10.216          | Or      |
| Jason Kenny |                 |                 | Argent  |

## Classificació per la 5a a 8a posició
A la mateixa sessió que les finals es va disputar la lluita per la 5a a 8a posició entre els quatre ciclistes que havien perdut a quarts de final.
5a a 8a posició
| Ciclista           | Temps  | Velocitat mitjana (km/h) | Posició |
| ------------------ | ------ | ------------------------ | ------- |
| Kévin Sireau       | 10.719 | 67.170                   | 5       |
| Teun Mulder        |        |                          | 6       |
| Theo Bos           |        |                          | 7       |
| Azizul Hasni Awang |        |                          | 8       |

## Classificació per la 9a a la 12a posició
Durant la mateixa sessió de semifinals els quatre ciclistes que havien quedat eliminats a la segona repesca participan en aquesta cursa per determinar de la 9a a la 12a posició.
9a a 12a posició
| Ciclista          | Temps  | Velocitat mitjana (km/h) | Posició |
| ----------------- | ------ | ------------------------ | ------- |
| Stefan Nimke      | 11.051 | 65.152                   | 9       |
| Roberto Chiappa   |        |                          | 10      |
| Ryan Bayley       |        |                          | 11      |
| Kazunari Watanabe |        |                          | 12      |